# إيملي ماريا سكوت
إيملي ماريا سكوت (بالإنجليزية: Emily Maria Scott)‏ هي رسامة وفنانة أمريكية، ولدت في 27 أغسطس 1832، وتوفيت في 1915.

## معرض صور

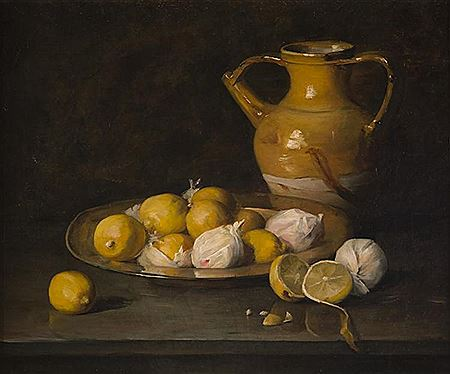
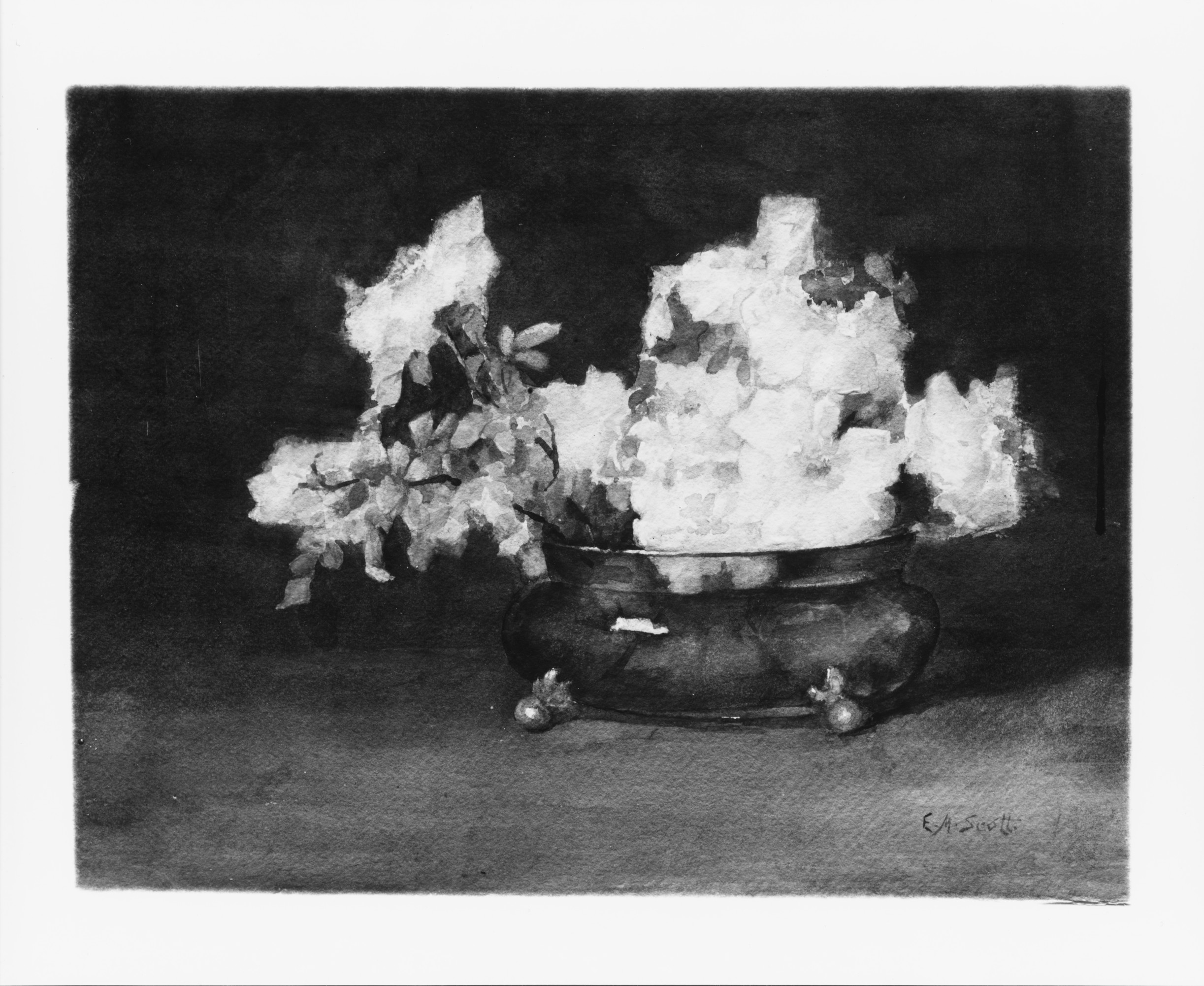
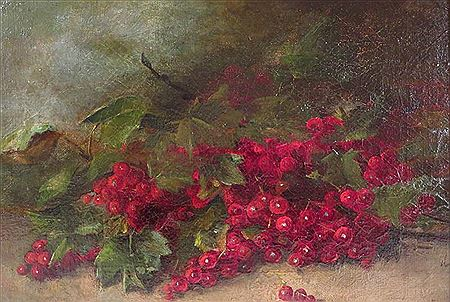